# Влюблённый Тома
«Влюблённый Тома́» (фр. Thomas est amoureux) — первый полнометражный фильм бельгийского режиссёра Пьера-Поля Рендера о последствиях компьютеризации в жизни человека и общества. Лента была удостоена многочисленных наград на кинофестивалях в Венеции , Монреале, Париже и жанровых смотрах фантастических фильмов в Брюсселе, Эспоо и Жерармере.

## Сюжет
Больной агорафобией Тома дожил до возраста Христа (33 года), и почти четверть этой жизни он добровольно провёл в домашних стенах. Единственный его собеседник — компьютер, а в дополнении к нему — web-страховой агент (в фильме у него нет даже имени), который нанимает онлайн психотерапевта.
Тома до смерти боится выходить из дома, но по совету страховой компании ему надлежит обогатиться любовным опытом не сходя со своего кресла при мониторе. Прежде он довольстовался виртуальным сексом с виртуальной девушкой, а теперь решил влюбиться в живую девушку при помощи чата знакомств.
Найдя себе поэтессу Мелоди, а затем проститутку, отбывающую тюремный срок Эву (она своим ремеслом сокращает дни отсидки) Тома обретает новый повод для волнения. Любовь в конечном итоге приводит его к необходимости выйти из дома.
В фильме используется особый художественный приём: главный герой не показывается (за исключением финальной сцены), но зритель слышит его голос; весь визуальный ряд фильма — это то, что видит сам Тома на экране.
Фильм, по меткому заключению критиков Роджера Эберта и Дэвида Страттона показывает всевозрастающее значение в нашей жизни вакуумных пылесосов и страховых компаний.

## В ролях
| Актёр                | Роль               |
| -------------------- | ------------------ |
| Бенуа Верхар         | Тома́               |
| Айлин Иай            | Эва                |
| Магали Пинло         | Мелоди             |
| Мишелен Харди        | Натали (мать Тома) |
| Александр фон Зиверс | страховой агент    |
| Фредерик Топар       | психолог           |
| Серж Ларивьер        | консьерж           |
| Эрик Касонго         | Кен                |
| Доминик Байен        | Ванесса            |

## Съёмочная группа
- Режиссёр: Пьер-Поль Рендер
- Продюсер: Диана Элбаум
- Сценарист: Филип Бласбан
- Оператор: Вирджени Сен-Мартен
- Композитор Игорь Стерпин
- Художник-постановщик: Пьер Гербо

## Призы
- 2001 — Международный фестиваль фантастических фильмов в Жерамере — Гран-при; Приз молодёжного жюри; Приз «Кино-жизнь»
- 2001 — Венецианский кинофестиваль — приз FIPRESCI за лучший кинодебют режиссёру Пьеру-Полю Рендеру; премия «Laterna Magica Prize» режиссёру Пьеру-Полю Рендеру
- 2001 — Кинофестиваль в Париже — приз лучшей актрисе Айлин Иай
- 2001 — Монреальский кинофестиваль нового кино — приз режиссёру Пьеру-Полю Рендеру
- 2001 — Международный фестиваль европейских фантастических фильмов в Эспоо (Финляндия) — Серебряный гран-при лучшему европейскому фильму в жанре фантастики
- 2001 — Международный фестиваль фантастических фильмов в Брюсселе- Золотой Гран-при
- 2001 — Кинофестиваль дебютных фильмов в Анжере — премия CNCR (Groupement National des Cinйmas de Recherche)